# Guido Carli
Pour les articles homonymes, voir Carli.
Guido Carli, né le 28 mars 1914 à Brescia en Lombardie et mort le 23 avril 1993 à Spolète, en Ombrie, est gouverneur de la Banque d'Italie de 1960 à 1975 et ministre du Trésor de 1989 à 1992. 
Négociateur des accords de Bretton Woods en 1944 et du traité de Maastricht en 1992, c'est un libéral qui critique cependant l'instauration des changes flottants à la suite de l'abandon de l'étalon-or par Nixon ainsi que la dérégulation initiée par Thatcher.

## Biographie
Licencié en droit de l'Université de Padoue, Guido Carli devient fonctionnaire de l'Institut de reconstruction industrielle (IRI) en 1937, sous le fascisme. En 1944, Rome et deux tiers du pays ayant été libérés de l'occupation allemande par les Alliés, il représente le gouvernement Bonomi lors des accords de Bretton Woods.
Représentant italien dans l’exécutif du Fonds monétaire international en 1947, il devient ensuite président de l'Union européenne des paiements de 1950 à 1952, un mécanisme de gestion des devises européennes mis en place dans le cadre du plan Marshall , puis préside la banque Mediocredito de 1953 à 1956 et président de l'Institut italien des changes de 1956 à 1957. 
Ministre du commerce extérieur du gouvernement Zoli (19 mai 1957 - 1er juillet 1958), il menace de démissionner au cas où celui-ci déciderait d'expulser l'écrivain Roger Peyrefitte, son livre Les Clés de saint Pierre ayant été jugé blasphématoire.
Président de la banque Crediop en 1959, en 1960 il est nommé directeur général de la Banque d'Italie. Six mois plus tard il en devient gouverneur, succédant à Donato Menichella. Il y poursuit une politique libérale, considérant que l’État doit éviter les déséquilibres entre l'offre et la demande, notamment en augmentant les impôts lorsqu'une demande importante menace de créer de l'inflation ou que des importations trop importantes conduisent à une balance commerciale déficitaire, ce qui est précisément le cas de l'Italie . Il inspire ainsi un plan d'austérité sévère, qui, selon Le Monde, permet à l'Italie d'éviter la tutelle du FMI . 
Carli s'oppose à la fin des accords de Bretton Woods et de la parité dollar-or avec l'abandon du Gold Exchange Standard par Nixon en 1971 puis du change fixe deux ans plus tard . Il ne peut empêcher non plus le gouvernement italien d'éviter les déficits publics, et finit par démissionner le 18 août 1975. Il sera remplacé par Paolo Baffi, directeur général depuis 1960 et donc son principal collaborateur. 
Il rejoint alors le privé, et devient président de la Confindustria, le syndicat patronal italien, de 1976 à 1980, poursuivant la ligne de Giovanni Agnelli auquel il a succédé. Il est élu sénateur indépendant de la Démocratie chrétienne en 1983 et 1987. Il s'oppose toujours aux changes flottants mis en place depuis 1971 et dont il pense qu'ils conduisent à l'instabilité et l'imprévisibilité du système monétaire international . Il critique également la dérégulation financière jugée trop importante, notamment lors du « big bang » bancaire provoqué en 1986 par Margaret Thatcher : « Selon lui, écrit Le Monde, il y a un risque d'enchaînement de crises, les opérateurs de marché achetant et vendant de plus en plus de titres et de produits financiers dont ils ne comprennent pas la substance réelle. » 
Ministre du Trésor dans les 6e et 7e gouvernements de Giulio Andreotti du 22 juillet 1989 au 24 avril 1992, il fut l'un des signataires du Traité de Maastricht et « l'un des défenseurs les plus déterminés du système monétaire européen puis de la monnaie unique », dont il pense qu'elle permettra d'apporter un peu de stabilité et de réduire la spéculation .
Même s'il n'est pas réélu sénateur en 1992, il est ensuite pressenti pour devenir président de la République italienne. Il recueille quelques suffrages tout au long du scrutin, sans être élu finalement.
Il meurt le 23 avril 1993, peu après la ratification de Maastricht.
Du 1er novembre 1978 à sa mort, il est président de l'université privée Luiss de Rome à laquelle son nom a été donné.